# Margarita Zavala
Margarita Ester Zavala Gómez del Campo, née le 25 juillet 1967 à Mexico, Mexique, est une avocate et personnalité politique mexicaine, membre du Parti action nationale (PAN). Elle est la Première dame du Mexique de 2006 à 2012.

## Biographie
Issue d'une famille militante du PAN, un parti conservateur, deux de ses frères sont également des figures publiques.
Depuis 1993, elle est l'épouse de Felipe Calderón Hinojosa, président du Mexique de 2006 à 2012, avec lequel elle a eu trois enfants.
Députée à l'Assemblée législative du district fédéral de 1994 à 1997, elle est aussi députée fédérale de 2003 à 2006.
Elle est candidate à l'élection présidentielle de 2018, avant de finalement renoncer.
En 2021, elle est élue députée.

### Mandats et fonctions
- 1994 - 1997 : Députée à l'Assemblée législative du District fédéral
- 1999 - 2003 : Secrétaire nationale du PAN déléguée à la promotion politique de la femme.
- 2003 - 2006 : Députée au Congrès de l'Union.